# Die Zimmermänner
Die Zimmermänner (Pseudonym: Skafighter, ursprünglich Ede & Die Zimmermänner) war eine Hamburger Band der Neuen Deutschen Welle in den 1980er Jahren. Die Band brachte 2007 ein neues Album heraus.

## Bandgeschichte
Beeindruckt von New Wave gründeten die Gymnasiasten Timo Blunck und Detlef Diederichsen 1979 in Hamburg die Band Ede & Die Zimmermänner. Weitere Bandmitglieder waren Bluncks Schwester Rica Blunck und der Musikstudent Christian Kellersmann; später wurden zudem Hans-Jürgen Piel und Johann Michael Bley, die ehemals bei Saal 3 Rhythmusinstrumente gespielt hatten, in die Gruppe aufgenommen. Die Formation nannte sich anfangs Ede & Die Zimmermänner, frei nach dem Journalisten Eduard Zimmermann, welcher damals die Fernsehsendung Aktenzeichen XY … ungelöst moderierte. Sie traten zudem unter dem Pseudonym Skafighter auf. Schließlich kürzten sie ihren Bandnamen auf Die Zimmermänner.
Die Band spielte Ska mit Elementen aus dem Reggae und deutschen Texten, die aus der Feder von Blunck und Diederichsen stammten. Zudem coverten sie die britische Band The Monochrome Set. Zunächst erschienen 1980 die Singles Eva, Jürgen & Max, 1981 Anja und Ein halbes Jahr, bis 1982 das Debütalbum 1001 Wege Sex zu machen ohne daran Spaß zu haben bei ZickZack Records herauskam. Es folgten 1983 das Album Zurück in der Zirkulation und 1984 Goethe, und ein Auftritt in der Fernsehsendung Formel Eins, bis sich die Band 1985 auflöste.
Timo Blunck arbeitet als erfolgreicher Musikproduzent und Detlef Diederichsen etablierte sich als Musikjournalist. Lediglich zu Weihnachten gab die Band Konzerte im Hamburger Café „Schöne Aussichten“. Den Song So froh coverten Die Ärzte 1994 auf den Samplern 1, 2, 3, 4 – Bullenstaat! und 2001 5, 6, 7, 8 – Bullenstaat!. Das Original tauchte auf der Doppel-CD zu Jürgen Teipels Buch Verschwende Deine Jugend auf.
Seit 1999 standen die Bandmitglieder wieder zusammen im Proberaum und arbeiteten an einem neuen Album, das jedoch erst 2007 mit dem Titel Fortpflanzungssupermarkt auf den Markt kam. Auf dem neuen Album wirken neben den Gründungsmitgliedern von 1979 auch Timo Bluncks Söhne Nicolas und Elliot und Diederichsens Sohn Victor mit. Als weitere Musiker sind Ralf Denker, Marco Dreckkötter und Niels Lorenz beteiligt. Im Frühjahr 2007 stellte die Band ihre neuen Songs auf einer Deutschlandtour vor, und vom ersten Song Christiane Paul, welcher der gleichnamigen Schauspielerin gewidmet ist, wurde ein Musikvideo erstellt.

## Diskografie
- 1980: Ede + Die Zimmermänner (7", EP) Zickzack
- 1982: 1001 Wege Sex zu machen ohne daran Spaß zu haben (Album), ZickZack.
- 1983: Zurück in der Zirkulation, ZickZack (EP)
- 1984: Goethe, Ata Tak
- 2007: Fortpflanzungssupermarkt, ZickZack
- 2014: Ein Hund namens Arbeit, Tapete Records
- 2014:  Die Wäscheleinen waren lang (Box, Compilation), Tapete Records
- 2023: Die Zimmermänner spielen Skafighter, Tapete Records